# Rich Little's Christmas Carol
Rich Little's Christmas Carol é um telefilme canadense de 1978 dirigido por Trevor Evans, estrelando Rich Little. É uma adaptação do famoso romance escrito por Charles Dickens. Foi produzido pela CBC e exibido em dezembro de 1978. O especial venceu um Emmy Internacional no ano seguinte.

## Enredo
Este especial de natal é estrelado por Rich Little interpretando vários personagens. Ebeneezer Scrooge (interpretado por Rich como WC Fields) odeia o Natal, até que os fantasmas do Natal Passado (interpretado por Rich como Humphrey Bogart), presente (interpretado por Rich como Columbo) e futuro (interpretado por Rich como Inspector Clouseau) o convencem a pensar diferente.

## Elenco
- Rich Little ... Vários personagens